# Ásványráró
Ásványráró község Győr-Moson-Sopron vármegyében, a Mosonmagyaróvári járásban.

## Fekvése
Ásványráró a Szigetköz középső részén, a Duna jobb partján fekszik, Győrtől 20, Mosonmagyaróvártól 22 kilométerre.

### Megközelítése
A vízi úti megközelítési lehetőségeket leszámítva csak közúton érhető el, Gyór és Mosonmagyaróvár-Hédervár felől egyaránt az 1401-es úton. Zsejkepuszta nevű különálló településrészét az 1402-es út köti össze az 1-es főút mosonújhelyi szakaszával.

## Címere, zászlaja
A vágott pajzs felső részén Ásvány címere. Kék mezőben ezüst pólya. Rajta ezüst csónak melyben egymásnak támasztva (Szent András-kereszt alakban) ezüst evező és ezüst csáklya áll. A jobbharánt álló evező szára takarja a balharánt álló csáklya szárát. A címerkép eredete Ásvány községnek a győri Xántus János Múzeumban, az állandó kiállításon látható pecsétnyomója. Körirata: Assvanyi falu pecsetye anno 1734. A pecsétmezőben vízen ringatózó csónakban egymásnak támasztott evezőlapát és csáklya. A pecséttel egy 1862-es iratot is hitelesített a falu.
A címerpajzs alsó részén Ráró címere. Arany mezőben lebegő fekete sólyom. Ráró 1710 és 1711 évi pecsétnyomói nem maradtak fenn, de viasz lenyomatai a Győr megyei, illetve az esztergomi Prímási Levéltárban megtalálhatók. Az elsőn ovális a pecsét, ponttal és csillaggal negyedelt, búzakalász vonallal határolt. Körirata: Raroi falv pecsetye 1710. A pecsétmezőben egy halomból kinövő növény. Másik pecsétje ábrájában nagyon hasonlít az előzőhöz. Körirata: Raro falv pecetgye 1711. A győri Xántus János múzeum gyűjteményében található pecsétnyomó kerek, ábrája egy talpazaton álló fa. Körirata: Ráró község 1771". Mivel a Ráró szó kerecsen (sólyom) jelentésű a régi magyar nyelvben, névcímer megalkotását tartotta szerencsésebbnek a képviselő-testület.
Ásványráró lobogója (zászlója) aranyszegélyű kék lobogó, melyen ezüst Szent András-kereszt látható. A kereszt a zászló középső négy tizedén található.
Ásványráró címerét 1994. július 17-én fogadták el, s ezen a napon szabadtéri misén szentelték fel Ásványráró lobogóját is.

## Története
Két település, Ásvány és Ráró egyesítéséből jött létre 1936-ban. A nyelvészek szerint az Ásvány helynév mesterséges árok, ásott tó, kút jelentésű; a Ráró sólyomféle ragadozó madár, kerecsensólyom jelentésű, és valószínűleg személynévből vagy erdőnévből átvéve változott helynévvé. Neve alapján a nyelvészek Rárót Árpád-kori alapításúnak tartják. Történelme folyamán Ásvány és Ráró Győr vármegyéhez tartozott, s jelenleg is a Győr székhelyű Győr-Moson-Sopron vármegye része. Ásványráró 1954-ig a Győr székhelyű Tószigetcsilizközi, majd Győri járáshoz tartozott, de 1954-ben a lakosság megkérdezése nélkül átcsatolták a Mosonmagyaróvári járáshoz. Az 1956-os forradalom egyik legfontosabb helyi követelése a Győri járáshoz való visszacsatolás volt. Ásványráró azonban napjainkban is a Mosonmagyaróvári járáshoz tartozik. Az egyházi közigazgatásban a kezdetektől 1993-ig az Esztergomi főegyházmegye része volt, azonban 1993-ban pápai bulla alapján átkerült a Győri egyházmegyébe.

### A hely története Ráró első okleveles említéséig
E vidék legalább ötezer éve lakott hely a feltárt régészeti leletek alapján. Egyaránt került elő csiszolt kőeszköz az ún. újabb kőkorból, lándzsa a bronzkorból, kelta urnasír a vaskorból, de találtak Antoninus Pius korából származó római aranypénzt is.
Ásványról, Ráróról és Zsejkéről nincs hiteles Árpád-kori adat. Régebbi munkák állítják ugyan, hogy Roro, azaz Ráró várát 1293-ban a német császár hada elfoglalta, de az újabb kutatások inkább az ugyancsak Duna-menti, ausztriai Rohrau említését valószínűsítik.
Egy 1250. december 4-én kelt oklevél a legrégibb fennmaradt írás, amely települést említ „Oltua” (Oltva) néven a ma Ásványráró közigazgatási területéhez tartozó területen, az új-szigeti határrészen.
1332-ben már állt s fel volt szentelve az ásványi Szent András-templom – írja több egyházi vonatkozású kiadvány. Ortvay Tivadar: Magyarország egyházi földleírása a XIV. század elején a pápai (1332–1337. évi) tizedjegyzékek alapján (Budapest, 1891–1892) című könyv viszont nem említi. A templomot említik 1342-ben is.

### Ásvány és Ráró története 1526-ig
A 14. század derekán Ráró már a Héderváry-uradalom része, első fennmaradt említése: 1372. november 6-án Hedruh War-i (Hédervári) Héder fia Jakab mester levele Omodé mesterhez Karcha-i Textor Miklós jobbágy adóssága tárgyában. A levél Rárón keltezve: in Raro, sabbato proximo post Emerici conf, 1372 (Ráróban, (Szent) Imre (ünnepe) utáni szombaton, 1372-ben.)
Egy 1407-es írásban Zsejke Selketew (ejtsd: Selkető) név szerepel. Ásványt Assowan alakban írják egy 1418. április 4-én kelt oklevélben, amelyben Hederwara-i (Hédervárai/Hédervári) Lőrinc királynéi ajtónállómester panaszt emelt Bews-i ( Bősi ) János ellen az 1417. évi hatalmaskodásai miatt. Az okirat szerint 1417. február 2-a táján Bews-i (Bősi) János jobbágyaival egy Assowan (Ásvány) és Olchowa (Olcsova, Oltva) falvak között fekvő Erched nevű szigeten a fákat kivágatta. A sziget Hederwara-i Lőrinc birtoka volt. 1418 márciusában Ásványt is Hédervári Lőrinc birtokai közt említették.

Egy 1418. augusztus 26-i oklevél először említ ásványi lakosokat: alter Nicolaus filius Laurencii, Johannes Gwndee et Lucas similiter Gwndee in Aswan (felebarát Lőrinc fia Miklós, Gwndee János és Lukács éppúgy Gwndee Ásványban). 1442-ben említik Ráró határában Bátk-pusztát.
1430-ból származik az ásványi Szent András-plébániatemplom vörösmárvány keresztelőmedencéje.
1485-ben említik Ráró határában Zygethkez (Szigetköz) pusztát.

Egy 1485. február 18-i oklevél említi Ásvány papját: „A győri káptalan bizonyította, hogy Kayal-i Mihály fia Mihály, akinek személyazonosságát Ábrahám Aswan-i plébános bizonyította, Kwn (Kun) Berecnek, és Galantha-i Bessenewy (Bessenőy) Pál fia Imrének részét a Nyitra vármegyei Hethmeh birtokban, melyet ő a nevezettől harminc aranyforintért bír zálogba, ugyan ezért az összegért a visszaváltásig elzálogosította Nebozya-i Balog Miklósnak és Jakabnak.”
Az 1500-as évek elején említi először egy fennmaradt oklevél Ráró várát. II. Ulászló király a Héderváry család rárói várnagyának, Majsa Miklósnak két jobbágytelket adományozott.
Az 1518. évi portaösszeírás szerint Aswan (Ásvány) Győr vármegye egyik legjelentősebb települése 34 portával. Ebből Hédervári Istváné 17 porta, Hédervári Ferencé 17 porta, 5 zsellér családfő. Ráró Hédervári Ferenc birtoka, 8 fizető porta, 3 zsellér családfő.
1526. július 19-én II. Lajos király Laki Bakics Pálnak és testvéreinek adományozta Héderváry Ferenc több elkobzott birtokát, így Rárót és Ásvány felét is.

### 1526–1711 közt

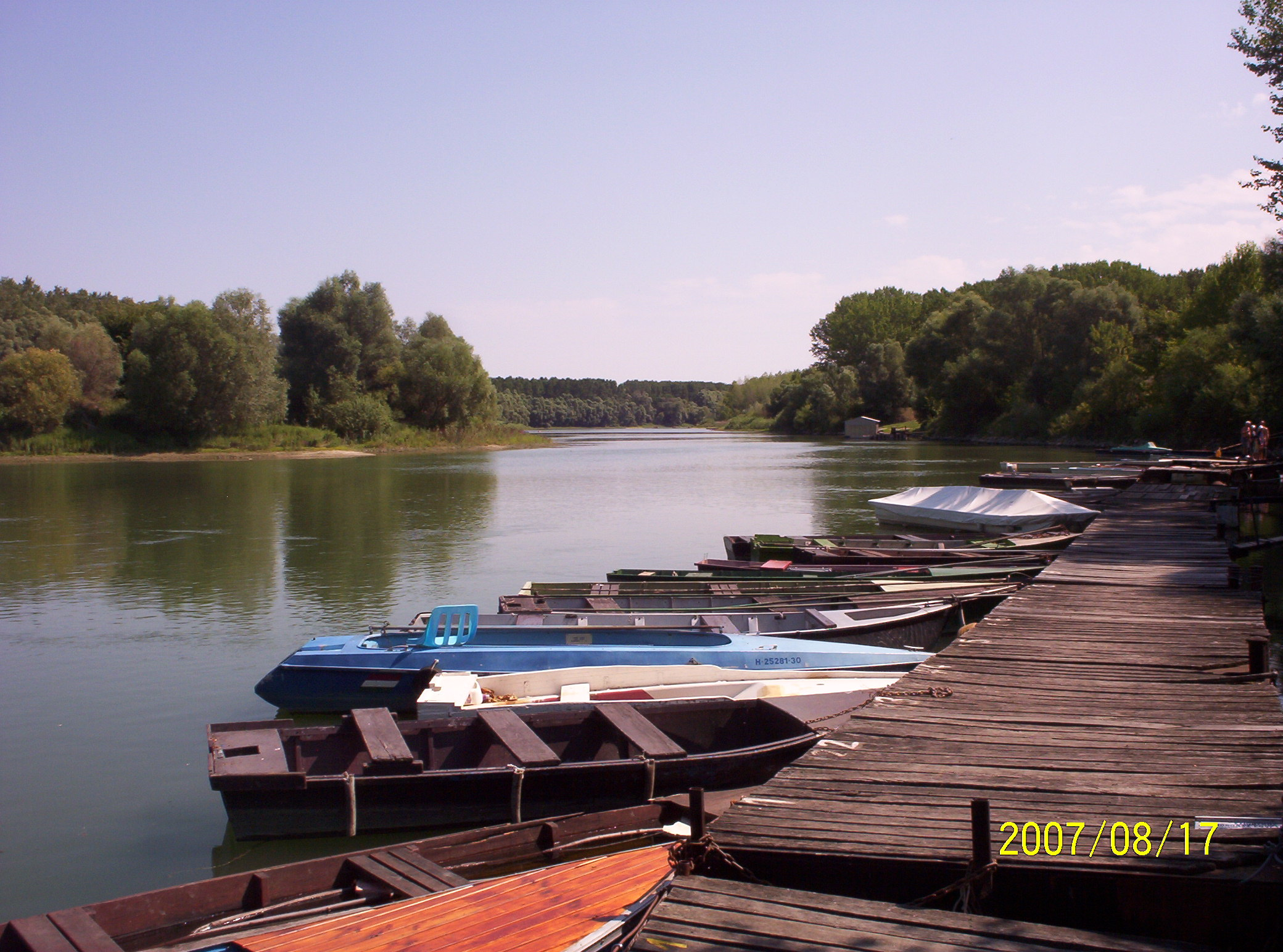
A Duna Ásványrárónál

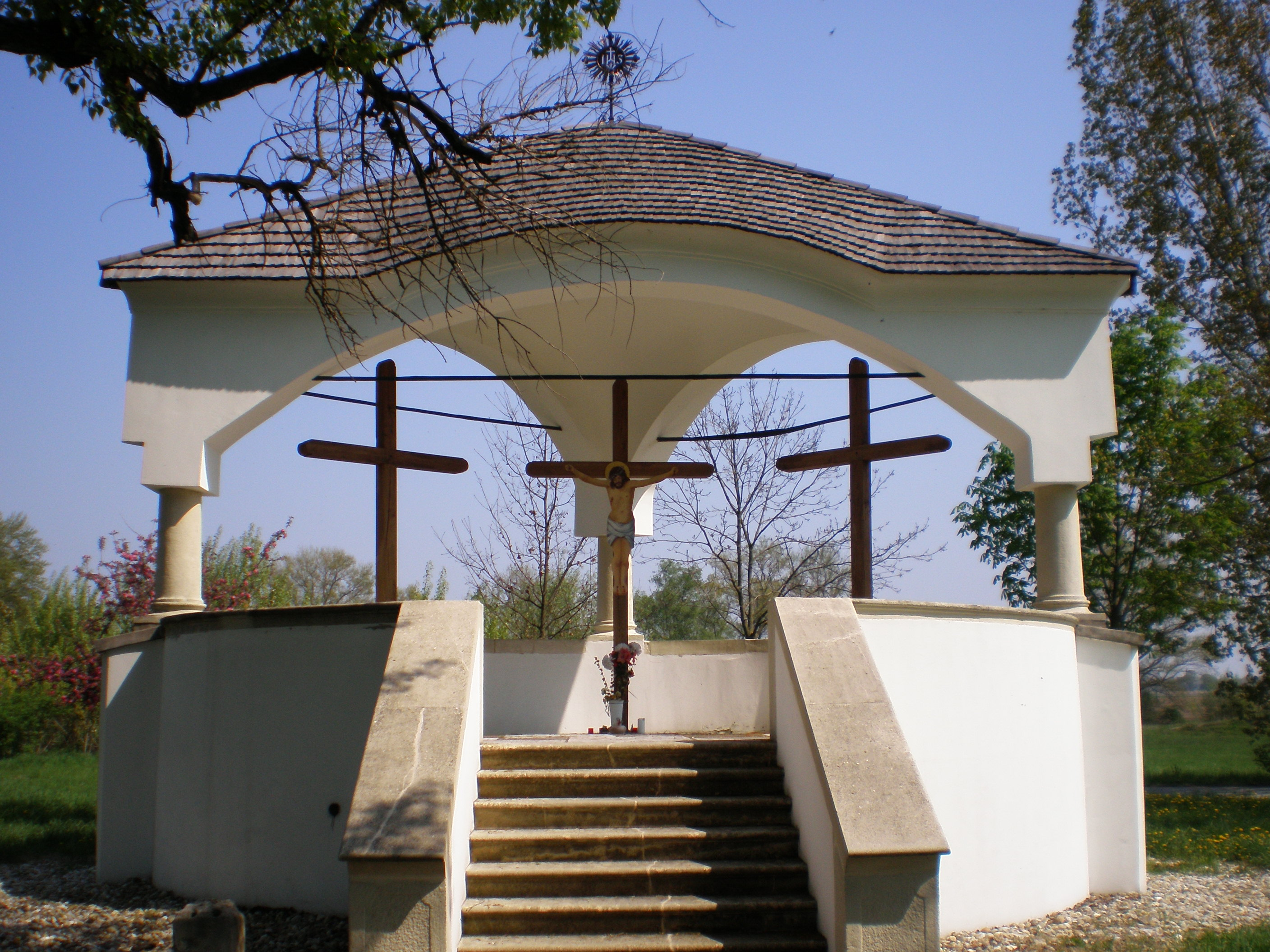
Kálvária

1532 nyarán az evangélikus Bakicsok erőszakkal akarták jobbágyaikat az evangélikus vallásra áttéríteni. Ásvány lakossága nem akart áttérni, ezért Bakics Pál az ásványi templom lerombolásával fenyegette meg őket. Utóbb mégis elérte a jobbágyok áttérését. 1544 előtt a másik földesúri család tagjai, a Héderváryak is áttértek az evangélikus hitre. 1616-ig Ásványon birtokos a nemes Ásványi család. 1550-ben Bakics Péter elzálogosította birtokait Pálffy Péternek. 1554-ben a Héderváry család kiadatta a „Hederwara tartományában mindön falunak jövedelme, adója, és szolgálatja” című urbáriumot, mely Aswáni (Ásvány) falut is említi. 1559-ben elhunyt Bakics Péter. Tőle leányai révén a Balassa, Révay és Czobor családok örököltek birtokokat Ásványon s Rárón. 1561-ben az egyházlátogatási jegyzőkönyv említi, hogy Ásványon nincs plébános, és az egyházat teljesen felégették a törökök. Az egyház javai lutheránusok (evangélikusok) kezében vannak. 1594 előtt az ásványi kovácsok már céhbe tömörültek.
Győr török elfoglalása után, 1594-ben, az ásványiak a Pozsony vármegyei Horstet és Lozornó falvakba menekültek, s egy részük csak 1609-ben települt vissza Ásványra. 1603 tavaszán az ásványi templomban hagyott harangot Kucsovyth Jakab győri végvári katona ellopta társaival. Véletlenül éppen a lozornói lakosoknak kínálta megvételre, s ekkor Kovács Simon ásványi kovács céhmester és fiai felismerték a falu harangját. „Megh esmerwk myndgyarast az harangott mynd zavarwl, mynd w magarwl.” („Megismertük mindgyárast az harangot mind szaváról, mind ő magáról.”) Bár a győri királyi bíróságon pert indítottak az ásványiak, a harangot csak 34 aranyforintért tudták visszaszerezni.
1600-ban Révay Péter és Ferenc, Czobor Imre és Márton, Héderváry István Ráró földesurai hat év szabadságot ígértek mindazon jobbágyoknak, akik Ráróba költöznek az 1594-es török veszedelemkor elmenekültek pótlására.
1609-ben Balon asszony megölte szomszédasszonyát, Borbála asszonyt Ásványon, és társaival, Horvát Vidával és Olasz Istvánnal kirabolta az elhunyt házát. A győri királyi bíróság a két elfogott férfit a kínvallatások után kerékbe törésre, és akasztásra ítélte.
- Ásványi jobbágyok 1624-ben: Jankó Márton, Fazekas Mihály, Vadász Albert, Szombathy Balázs, Korcsmáros János, Korcsmáros Orbán özvegye, Szombath Tamás, ifjabb Fazekas Mihály, Tóth János, illetve Nagy János, aki szabad ember.
- Rárói jobbágyok 1624-ben: özvegy Benőczné, Tar Imre, Szabó András, Zakra Ferenc.

1628-ban újjáalakult az ásványi római katolikus egyházközség. 1631-ben Forgách Zsuzsanna Ásványon végrendelkezett. Az 1630-as évek elején Héderváry István áttért a katolikus vallásra, majd 1634 nyarán elvette a lutheránusoktól az ásványi templomot, s átadta a római katolikus egyháznak.
1638-ban a király nemességet, címert és birtokadományt adott Ásvány egy részére Balassa Balázsnak. Utódai birtokuk után felvették az „ásványi” nemesi előnevet. Ebben az évben a portaösszeírás szerint Ásvány 4 porta, Ráró 1 porta.
1658-ban Ásványt mezőváros jellegűként vagy mezővárosként említették. Ugyancsak 1658-ban elkészült a rárói vár leltára.
Ráró fokozatosan Széchényi György győri püspök kezébe került, aki 1659 és 1686 között féltucatnyi birtokrészt vásárolt. Tőle Ráró Kaunicz Domokos és Apponyi Lázár kezére került, akiktől a 18. század elején Viczay Jób vette meg. A keresztelési anyakönyveket 1681 óta vezetik a plébánián. Ásványt a 17. század végén egy árvíz teljesen elmosta, Viczay Ádám ezért telepítette át 1700-ban jobbágyait a falu mai helyére. A Duna áradása 1709-ben elpusztította Oltva községet, amely a mai Ásványráró közigazgatási területén, az új-szigeti határrészen feküdt.
1701-ben megalakult a szigetközi nemes takács céh, ebből később kiválva megalakult az ásványi takács céh.
1711-ből származik a mosonmagyaróvári Hanság Múzeumban őrzött ásványi takácsok céhpecsétje. A pecséten három vetélő látható. Felirata: "s.Asvany falu takács cze pech. 1711."

### Ásvány és Ráró története 1711 után

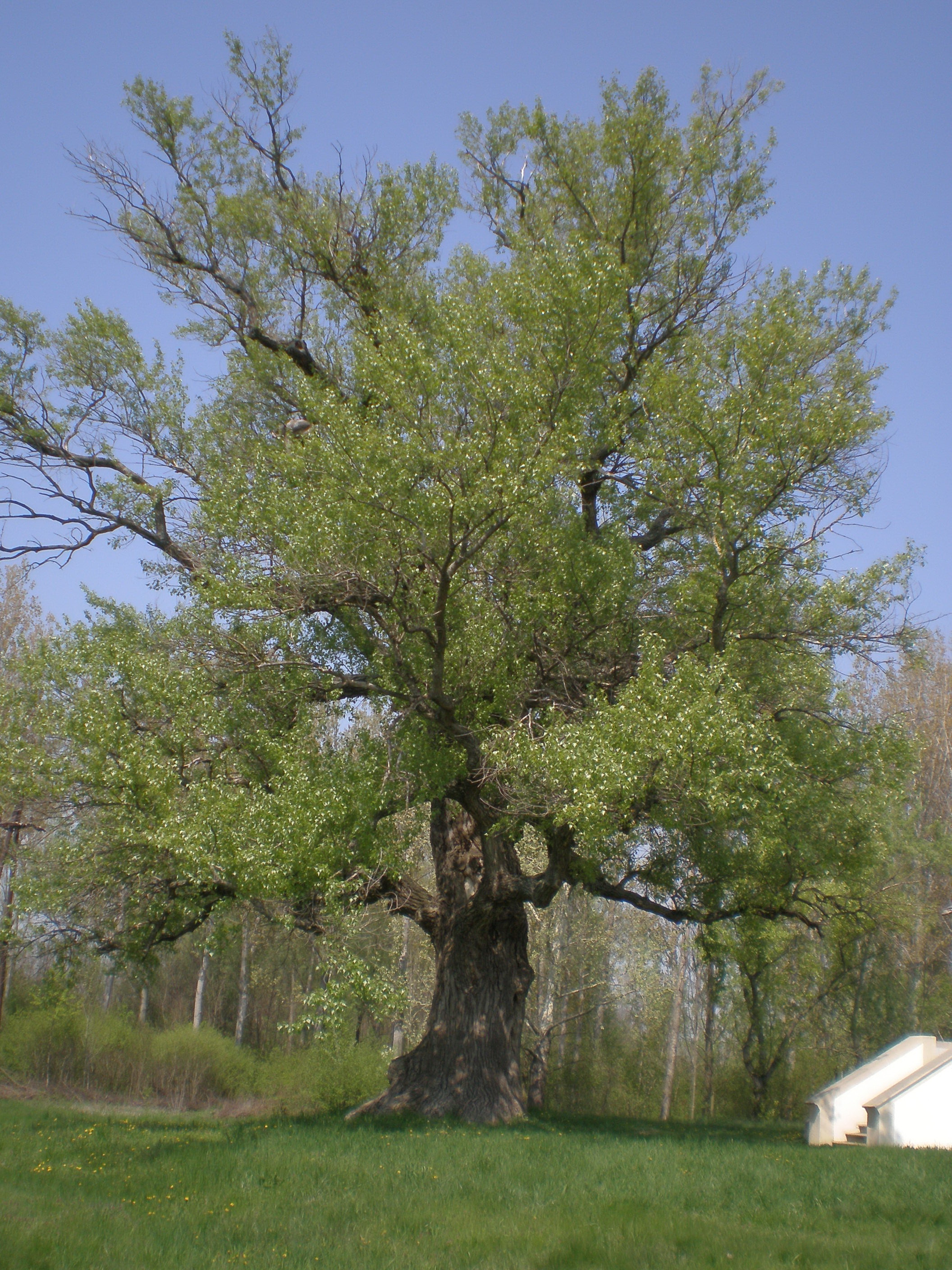
Ásványráró határában álló emlékfa, a Szigetköz legidősebbként számon tartott fekete nyára

1715-ben a török háborúk után először írták össze az adózó (jobbágy) családfőket az egész országban.
- Ásvány. Adózók: Horvath Pál, Peredy György, Deák Ferenc, Bory Lőrinc, Czizmadzia István, Vadász János, Herczegh Péter, Huszár György, Kranicz Mátyás, Dobos György, Soós Ádám, Varga Péter, Német György, Takácz Gáspár, Czakó Gergely, Varga András, Varga János, Takácz Mátyás, Kossan Mihály, Szászy Ferenc, Szabó Mihály, Bőssy Ferenc, Nagy Gergely, Vadász István, Vida György, Dániel Péter , Vargha István, Fazekas Pál, Vadász István, Dobos Márton, Vadász Márton, Stájer Mátyás, Szabó György, Danis János, Soós György, Tirinda János, Lándor Márton, Nagy Mihály, Vadász György, Vadász Ferenc, Horvath György, Kardos János, Nagy István, Vargha János, Szaladnay Mihály, Somody István, Kis György. Jobbágy 44 fő, zsellér 3 fő, nemes nincs, mindenki magyar.
- Ráró. Adózók: Banyár György, Bott Lőrinc, Kiss Péter, Paly György, Nagy István, Paly Péter, Major Márton, Illés János, Matko Márton, Lencsés István, Stoknicz Pál, Dudás Tamás, Vargha Miklós, Zamleczky János, Totth István, Granicz Ferenc. Jobbágy 10 fő, zsellér 6 fő, nemes nincs, mindenki magyar.

1735-ben Viczay Jób gróf özvegye a Balassa-örökösök birtokrészeit megvette. 1738-ban a Ráróban részbirtokos báró Apponyi Lázár felépítette a kálváriát, majd mellette a Mindenszentek-kápolnát és egy remetelakot. Napjainkra csak a kálvária maradt fent.1773-ban Ásvány és Ráró a gróf Viczay család birtoka volt, azonban akkor Ráró öröklés révén gróf Viczay Eszternek, báró Sándor Antalnénak jutott. 1776-ban Mária Terézia királynő nagy pátenslevelet adományozott az ásványi aranymosóknak, melyben engedélyezte nekik a szabad aranymosást az ország egész területén. 1778-ban megalakult a szigetközi molnárcéh. Ennek a céhnek az ásványi tagjai 1847-ben önállósultak ásványi molnárcéh néven. A 19. század elején mindkét település jelentős fejlődésnek indult. Fényes Elek szerint a Héderváry-uradalomhoz tartozó Ásványon 1300, a gróf Sándor Móric által bírt Rárón 500 fő élt, mindkét település híres vizahalászatáról és káposztájáról, valamint hasznos legelőket bír a szigetekben. „Ásványráró kis falucska, kevés kenyér, sok káposzta” – ez a mondás terjedt el a faluról.
Zsejkén, ahol „erdő, vendégfogadó, majorság” volt, 20 fő élt ekkor. 1851-ben is csaknem ugyanezeket írta Fényes Elek, de  Rárónál megjegyezte: „sok dunamalom és sok gyümölcs”.
1828-ban Ásványon 32 adózó iparos volt, Rárón 10 fő alatti volt a számuk.
A szavazati joggal rendelkező nemesek összeírása 1845-ben:
- Ásvány: Bély István, Bély János, Bély Vendel, Bély József (ügyész Győrött), Barthalos (Bartalos) János, Barthalos László, Barthalos István, Beke József, Borsos István, Borsos András, Győry Dávid, Jankó Ferenc, Károly József, Károly Márton, Nagy Vendel, Rónyi János (plébános), Szigethy (Szigeti) István.
- Ráró: Ambrus István, Ambrus János, Bekő Pál, Beke János, Hárosy János, Hárosy Ferdinánd, Hunkár Antal, Krisztinkovits Ignác, Kamocsay Lajos, Kamocsay Sándor, Kamocsay Zsigmond, Szigethy János, Miklós János, Mórotz Ignác.

1848. június végén a hédervári uradalom kilenc községének lakossága (az ásványiak is) megtagadták munkatartozásaik elvégzését az uradalom földjein.
A 19. század második felében Ráró előbb báró Sina János, majd a gróf Wenckheim-család kezére került. A 40 holdas parkban álló, valaha ékes kastély ekkor már omladozott, a századfordulón le is bontották, kövei egy részét a rárói templom 1903. évi építésénél használták fel. Sina János alapította a róla elnevezett János-majort. A települések összlakossága ez idő tájt meghaladta a 3000 főt.
A lakosság ősi foglalkozásai a vízhez kötődtek: sokan éltek halászatból, aranymosásból, hajózásból, vízi szállításból; saját termesztésű káposztájukat Bajáig, sőt Orsováig árulták.
Ráró iskolája 1857 óta működik, Ásvány iskolájáról már 1754-ből van adat. 1929-ben Ásványon Pados Ernő főtanító és három társa 4 tanteremben 6 osztály 180 tanulóját oktatta; Rárón Makkos Dénes és Tell Béláné 2 tanteremben 6 osztály 121 tanulójával foglalkozott; míg Zsejkepuszta elemi iskolájában Geischwind Lipótné 1 tanteremben 6 osztály 22 tanulóját tanította.
Az első világháború hősi halottai: Ásvány: 75 fő, Ráró: 30 fő.
Az 1920. évi trianoni békeszerződés elcsatolta Ásvány községtől a Duna túlpartján lévő szigeteket és a faluszigeti határt.
Ásvány és Ráró közigazgatásilag 1936-ban egyesült; Ásványráróhoz tartozott Jánosmajor és Zsejke is. Az őstermelésből élők mellett jelentősebb számban voltak iparosok, közlekedési és közszolgálati alkalmazottak, illetve nyugdíjasok.
Népszámlálás 1940: Ásványráró 2510 lakos, ebből 2508 magyar, 1 német, 1 fő az egyéb nemzetiséghez írva. Vallás szerint: 2465 római katolikus, 1 görögkatolikus, 5 görögkeleti (ortodox), 4 evangélikus, 2 református, 33 izraelita.
A második világháború nemcsak harctéri áldozatokat követelt, miután a falu kemény harcok színhelye volt. 1944. október 7-én a szövetségesek gépei bombázták Ásványrárót. 1945-ben a szovjet előnyomuláskor a gyújtólövedékek 19 házat semmisítettek meg. 116 lovat és 125 szarvasmarhát elhurcoltak, s ez hátráltatta a tavaszi munkák elvégzését. Ásványráró 1945. április 1-jén, húsvétvasárnap került szovjet megszállás alá. A II. világháború 62 hősi halottat követelt Ásványrárótól.
A holokauszt ásványrárói mártírjai: 22 fő.

### 1945 után

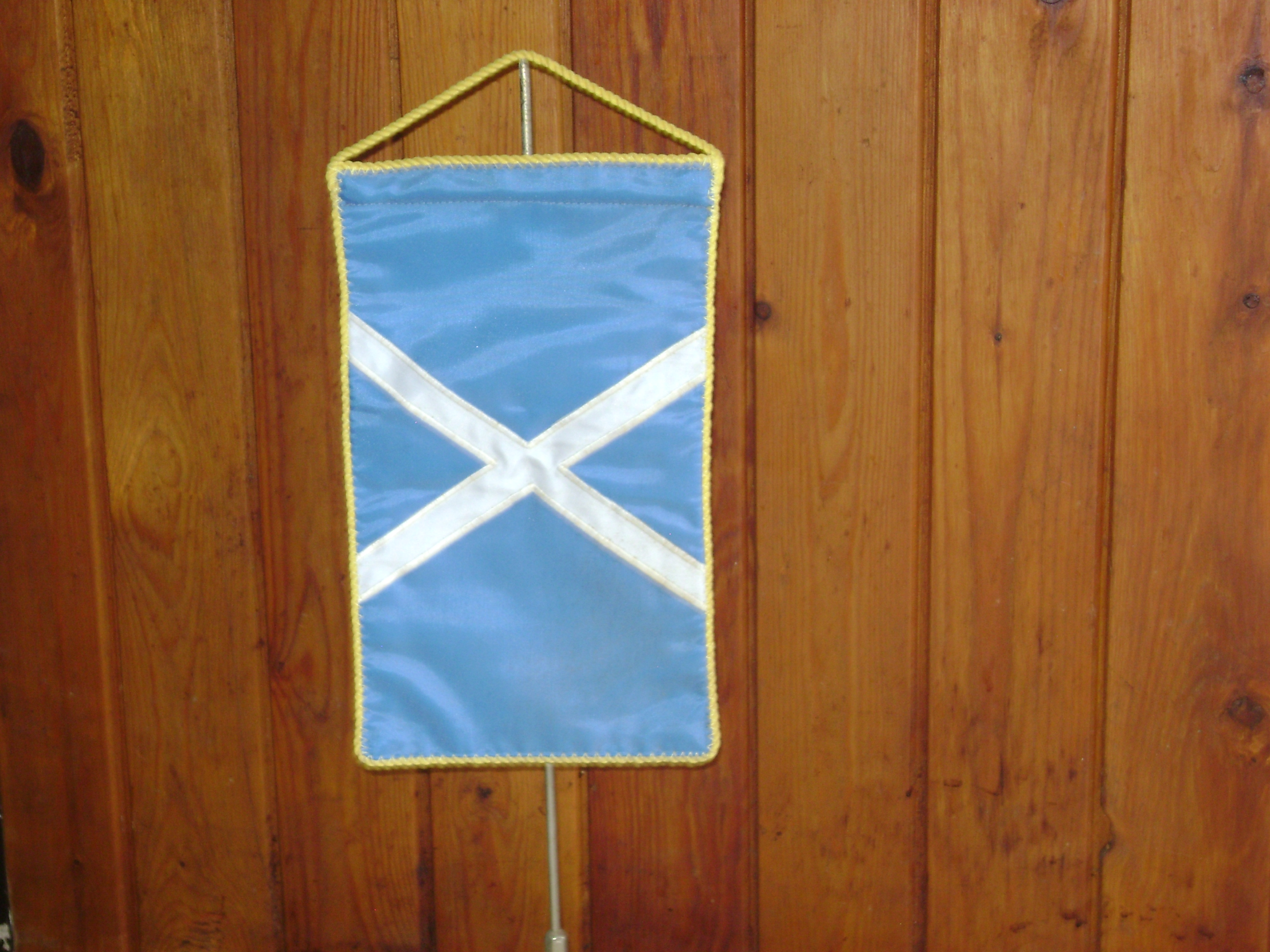
Ásványráró zászlója asztali zászlótartón

Az első termelőszövetkezet 1950-ben alakult, s ezt néhány év múlva még kettő követte. A három „téesz” 1962-ben egyesült és 1976-ig működött önállóan, akkor hozták létre „felülről” a Szigetközi Magyar-Csehszlovák Barátság MgTSz-t, több szigetközi tsz összevonásával.
Az 1954. évi árvíz rettenetes pusztítást okozott, több mint 360 lakó- és melléképület dőlt össze. Az újjáépítésben több győri vállalat is részt vett, ennek emlékét őrzi például a Szerszámgépgyár utca neve, melyet a győri gyár brigádjai építettek újjá.
1956. október 25-én a dunai gát építésén dolgozó budapesti munkások és a falubeliek részvételével csoportosulás, kisebb tüntetés volt Ásványrárón. Október 26-án délelőtt nagy tüntetés volt a faluban, délután falugyűlésen megalakították a nemzeti bizottságot, melynek tagjai ifj. Foltányi Béla elnök, Élő István elnökhelyettes, Lengyel István titkár, Korcz András határőr hadnagy, az ásványrárói határőr őrs parancsnoka (a forradalom alatti tevékenységéért három év börtönre ítélte később a Kádár-rezsim), Horváth Béla, Bekő János, Beke Géza és Bogár Antal lettek. Ugyanezen a napon történt a mosonmagyaróvári sortűz, melynek két itteni kötődésű áldozata is volt, az ásványi születésű, mosonmagyaróvári lakos Savanyú Józsefné Mátyus Erzsébet (1933–1956) és az ásványrárói születésű, mosonszolnoki lakos Tolnay László (1939–1956). Október 27-én nemzetőrség alakult Ásványrárón. Tagjai: Sepper János rendőr törzsőrmester (körzeti megbízott), Bognár Ödön, Horváth Béla, Kránic István, Rákász János, Szemeti Károly és Peredi István voltak.
1957-ben az Öttevényi Gazdasági Vasút keskenynyomközű pályáját 7 km-rel meghosszabbították Gyulamajortól a Duna töltésének árva-szigeti lejáratáig. Az új vonalon a Dunából kotort kavicsot szállították az öttevényi vasútállomásra. A végállomást Árva-szigeti rakodó vagy Ásványráró Dunapart GV állomásnak hívták. 1959-ben napi 250 tonna kavicsot szállítottak a szárnyvonalon. 1961-ben a kavicstermelést máshol folytatták, ezért megszűnt a teherforgalom a vonalon; 1962-ben engedélyezték az elbontását is.
1955-ben az ÉVDI szigetközi szakaszmérnöksége, 1957-ben az Erdei Termékeket Feldolgozó Vállalat, 1961-ben pedig a szigetközi vízgazdálkodási társulat kezdte meg működését Ásványrárón. Az árvíz után a határőrsnek is helyet adó határőrközség falu újjáépült és fejlődni kezdett: több új középület épült – takarékpénztár, iskola, tornacsarnok –, lakossága mégis fokozatosan csökkent. 1960-ban még 2500 fő, 1985-ben már csak 2108 fő élt a településen. 1959-ben megalakult a Takarékszövetkezet, bölcsőde nyílt, 1962-ben községi könyvtár létesült. 1967–68 között orvosi lakás és rendelő épült. 1968. szeptember elsején a hédervári körzetből önállósult az ásványrárói orvosi körzet. 1970–74 közt felépült az új iskola, 1975-ben pedig új önkiszolgáló ÁFÉSZ-bolt nyílt Ásványon.
Ásványráró lakossága 1996 végén 2003 fő volt. Kiépült a vízvezeték és a szennyvízcsatorna-hálózat; előbbihez 719, utóbbihoz 514 lakás csatlakozott. Telefon fővonallal 255 előfizető rendelkezik. A falu egészségügyi ellátását helyi háziorvos biztosítja; a nappali ellátást nyújtó Idősek Klubjában 33 személyről gondoskodnak. A faluban 18 kiskereskedelmi bolt – köztük 8 élelmiszerüzlet – és 13 vendéglátóhely üzemel, utóbbiak közül nem egyet távolabb élők is látogatnak. Van még iparcikkbolt és TÜZÉP-telep is. A községi könyvtár állománya közel 5000 kötetes. A Központi Statisztikai Hivatal évkönyve szerint 2007. január elsején Ásványráró 1952 lakosú község volt 801 lakással.

## Közélete

### Polgármesterei
- 1990–1994: Böősy Imre (Fidesz–SZDSZ))[5]
- 1994–1998: Böősy Imre (KDNP)[6]
- 1998–2002: Böősy Imre (Fidesz)[7]
- 2002–2006: Böősy Imre Lőrinc (Fidesz)[8]
- 2006–2010: Böősy Imre Lőrinc (független)[9]
- 2010–2014: Tatainé Popp Rita (független)[10]
- 2014–2019: Tatainé Popp Rita (független)[11]
- 2019–2024: Popp Rita (független)[12]
- 2024– : Popp Rita (független)[1]

## Népesség
A település népességének alakulása:
| Lakosok száma | 1877 | 1906 | 1914 | 2097 | 2098 | 2117 | 2165 |
|               | 2013 | 2014 | 2015 | 2021 | 2022 | 2023 | 2024 |

A 2011-es népszámlálás során a lakosok 84,6%-a magyarnak, 1,7% németnek, 0,2% lengyelnek, 0,2% románnak mondta magát (15,1% nem nyilatkozott; a kettős identitások miatt a végösszeg nagyobb lehet 100%-nál). A vallási megoszlás a következő volt: római katolikus 68,2%, református 2,2%, evangélikus 1%, görögkatolikus 0,2%, felekezeten kívüli 4,7% (23,4% nem nyilatkozott).
2022-ben a lakosság 91,2%-a vallotta magát magyarnak, 1,7% németnek, 0,4% cigánynak, 0,2% szlováknak, 0,1-0,1% szerbnek, ukránnak és horvátnak, 2,3% egyéb, nem hazai nemzetiségűnek (8,2% nem nyilatkozott; a kettős identitások miatt a végösszeg nagyobb lehet 100%-nál). Vallásuk szerint 50,4% volt római katolikus, 4,1% református, 0,9% evangélikus, 0,9% görög katolikus, 0,6% egyéb keresztény, 2,3% egyéb katolikus, 8,6% felekezeten kívüli (32,1% nem válaszolt).

## Nevezetességei
- A lakosság döntő többsége római katolikus, a közösség legnagyobb ünnepe a két templom búcsúja. Ásvány Szent András apostol tiszteletére szentelt, 136 m² alapterületű templomának legrégebbi részei a 14. századból származnak, romjaiból 1658-ban építették újjá, majd 1820-ban, ill. 1904-ben bővítették. A műemlék templom fő nevezetessége a 14. századból fennmaradt keresztelőmedence . Ráró Szent Rókus tiszteletére szentelt templomát 1903-ban építette a gróf Wenckheim-család romantikus stílusban.
- A település Győr felőli részén áll a híres, műemlék jellegű Kálvária, melyet báró Apponyi Lázár barokk stílusban építtetett 1738-ban. Ennek közelében, a temető bejárata előtt látható a világháborúban elesettek emlékműve, Somogyi József [halott link] szobrászművész egyik utolsó alkotása. A művész Ásványrárón töltötte gyermekkorát, édesanyja a falu postamesternője volt.
- A Kálvária mellett álló fekete nyár [halott link] védett természeti érték. Az 550 cm kerületű fa mintegy százesztendős. Ásványráró és Hédervár között található a Rárói-Vadaskerti erdő és a Bokrosi-ér alsó szakaszának melléke. Itt szűnik meg a Felső-szigetköz terepének esése, s válik egyenletesebbé a felszín: ennek megfelelően a vadaskerti erdőben még sok olyan, középhegységből és dombvidékről lehúzódó faj megtalálható, amely az Alsó-szigetközben már nem. A Dunát az ármentett oldalon vizes élőhelyek sorozata – Gyűrűs-ér melléke, Varas-tó, Sárcsás-tó – kíséri. Az erekké zsugorodott egykori Duna-ágak gazdag madárvilágnak adnak otthont.
- Az ásványrárói dunai ágrendszer. A Kisalföld 2008. évi felmérésében az újság olvasói beválasztották Győr-Moson-Sopron megye hét természeti csodája közé.
- Közelében, az árvai ág zárásánál található hazánk 2 betonhajójának az egyike (a másik Szegednél található), mely roncsformában vonzza az érdeklődő turistákat. Tóth J. Attila, a Magyar Régészeti és Művészettörténeti Társulat búvárrégészeti szakosztályának vezetője műemlékké nyilváníttatta,  2007-ben lett nemzeti műemlékké regisztrálva. A hajó olasz konstruktőrök munkája volt, és a második világháborúban használták aknamentesítésre.

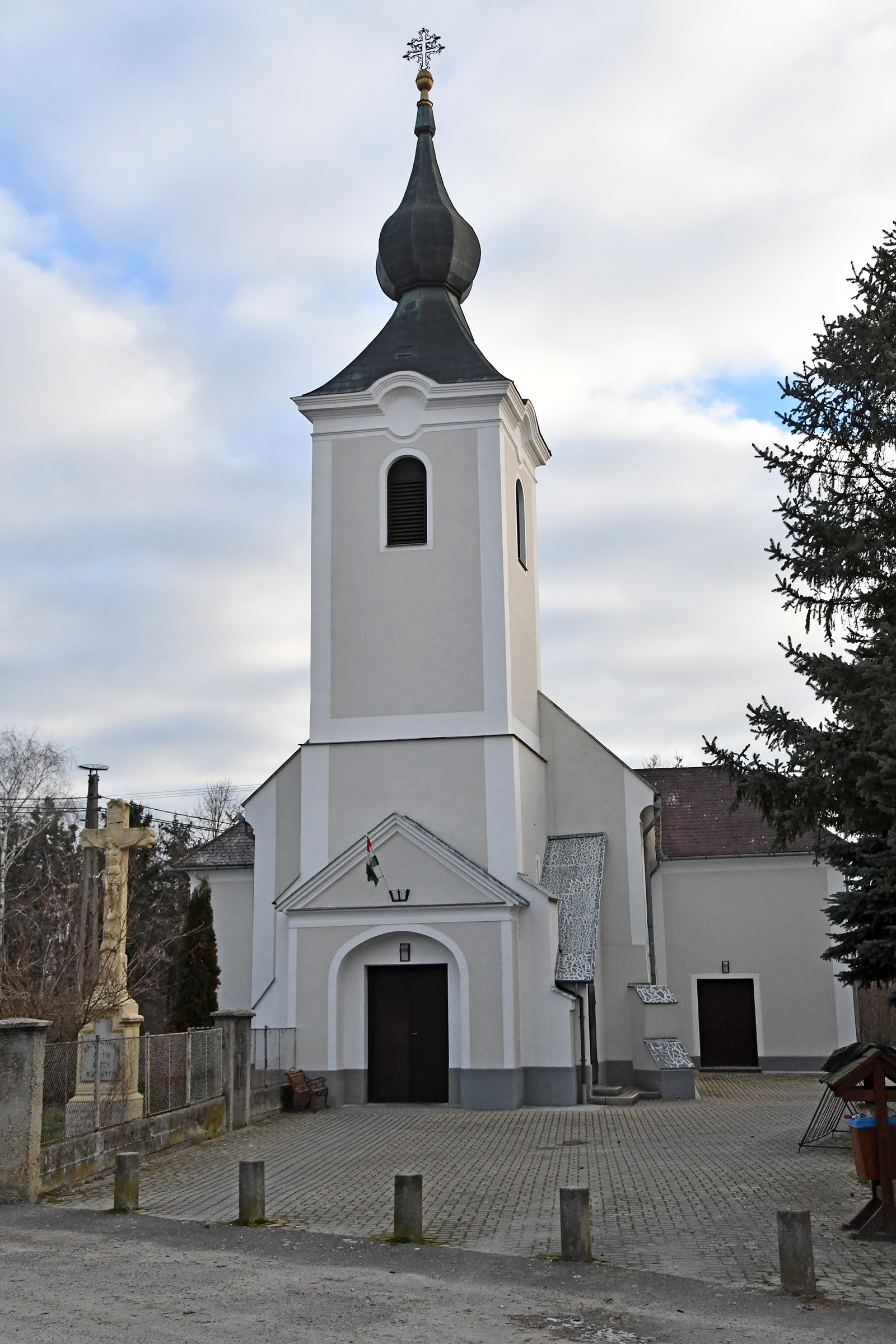
Az ásványi templom
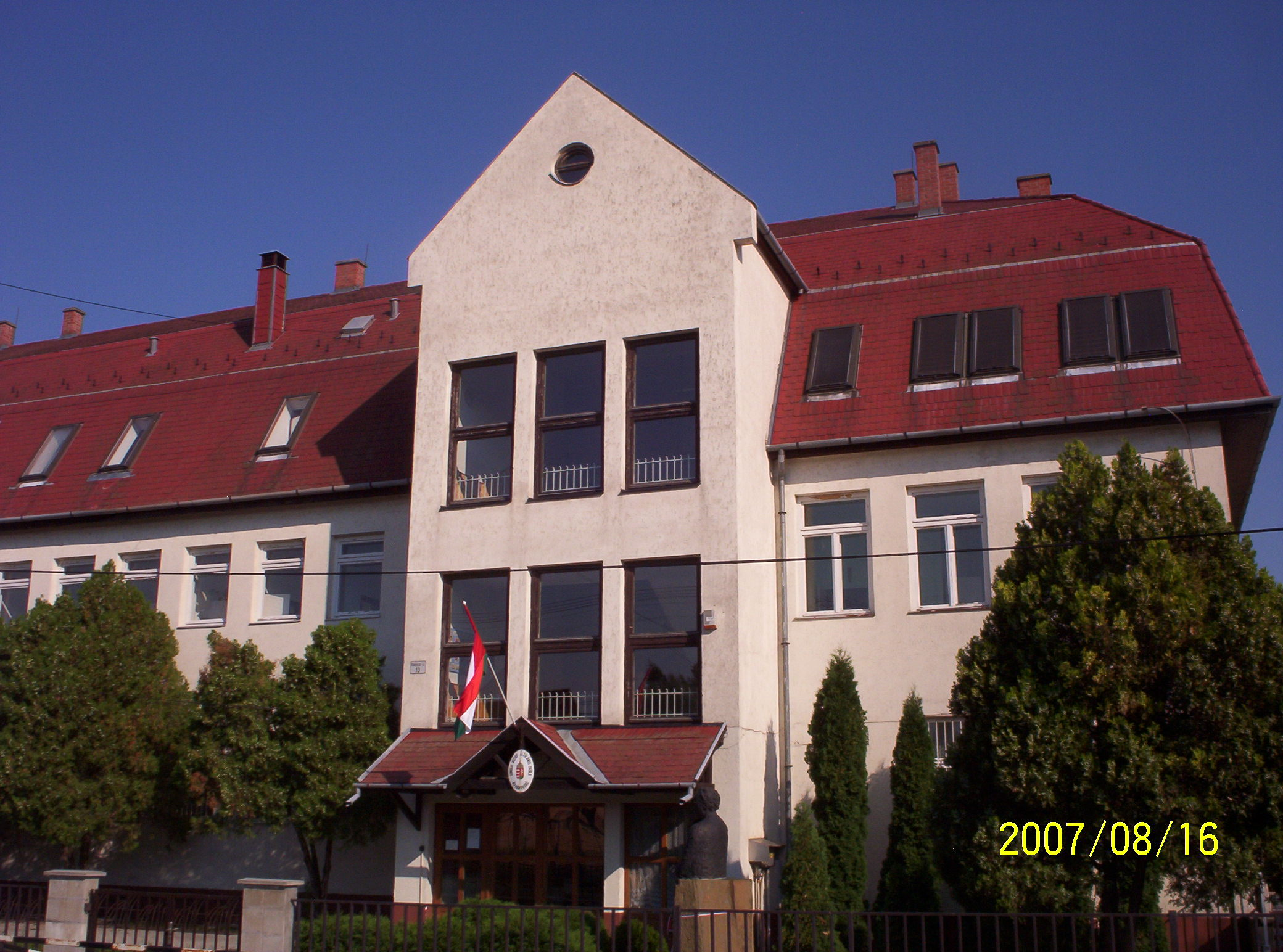
Somogyi József Általános Iskola
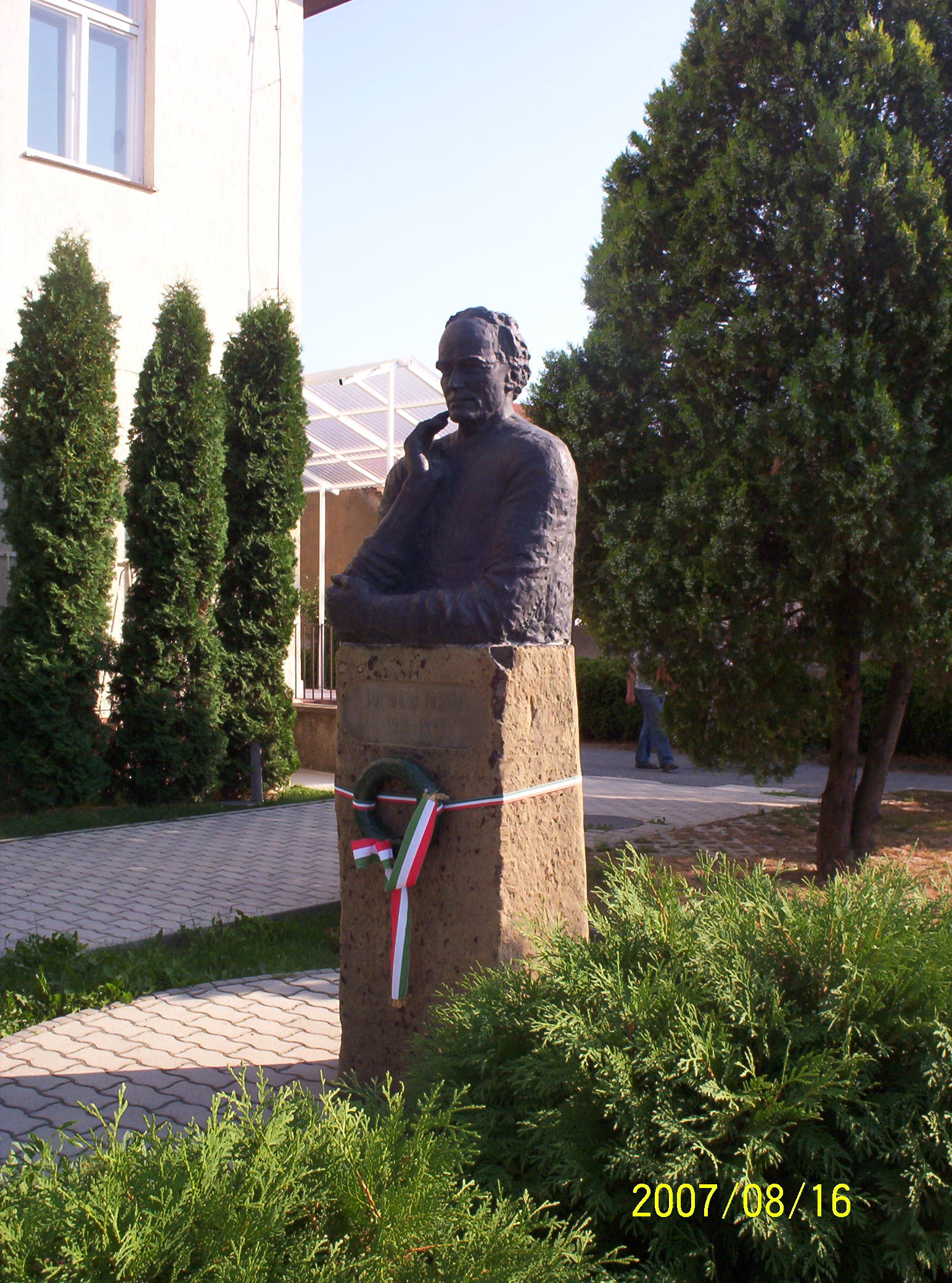
Somogyi József szobra az iskola udvarán
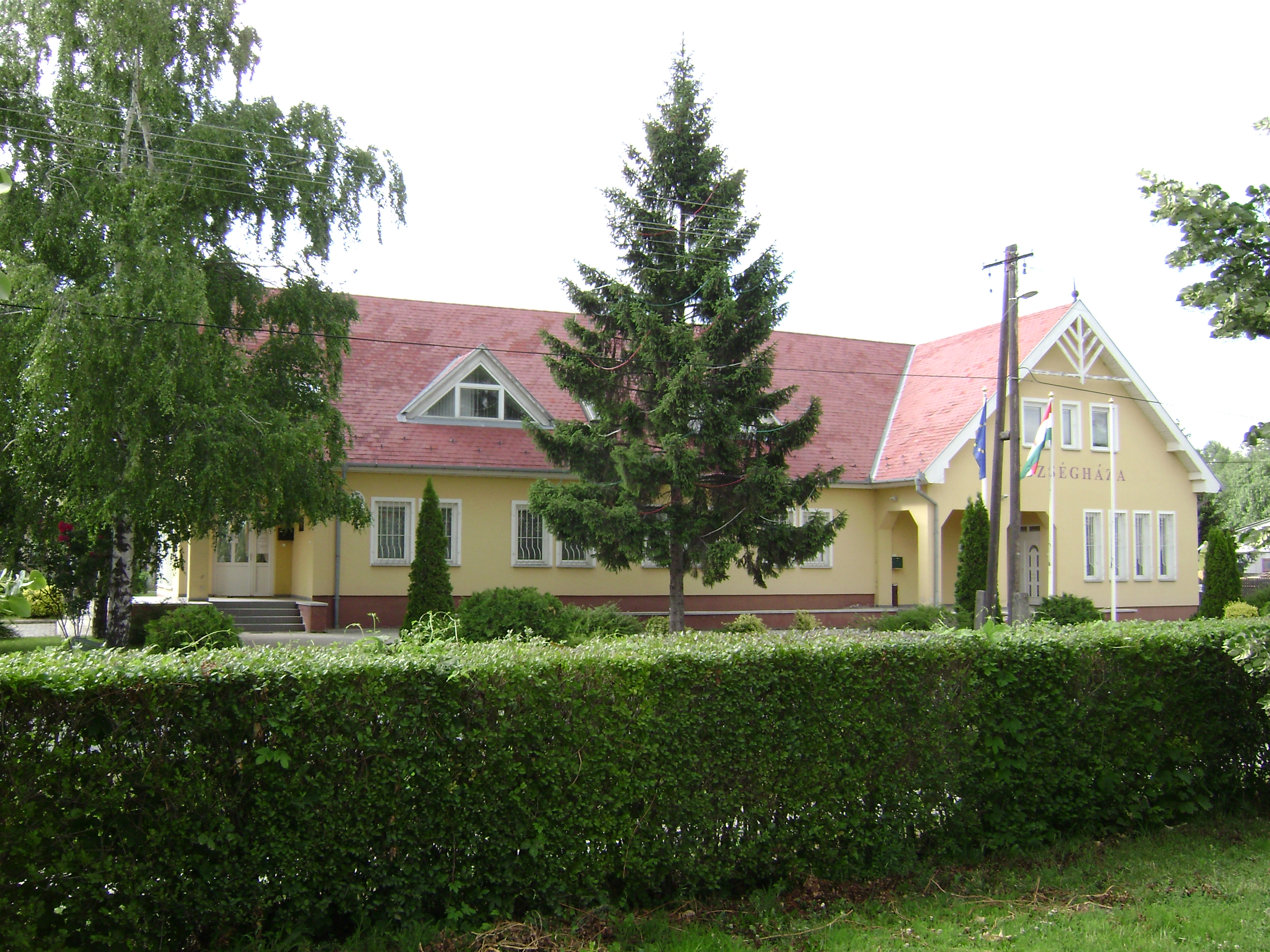
A községháza
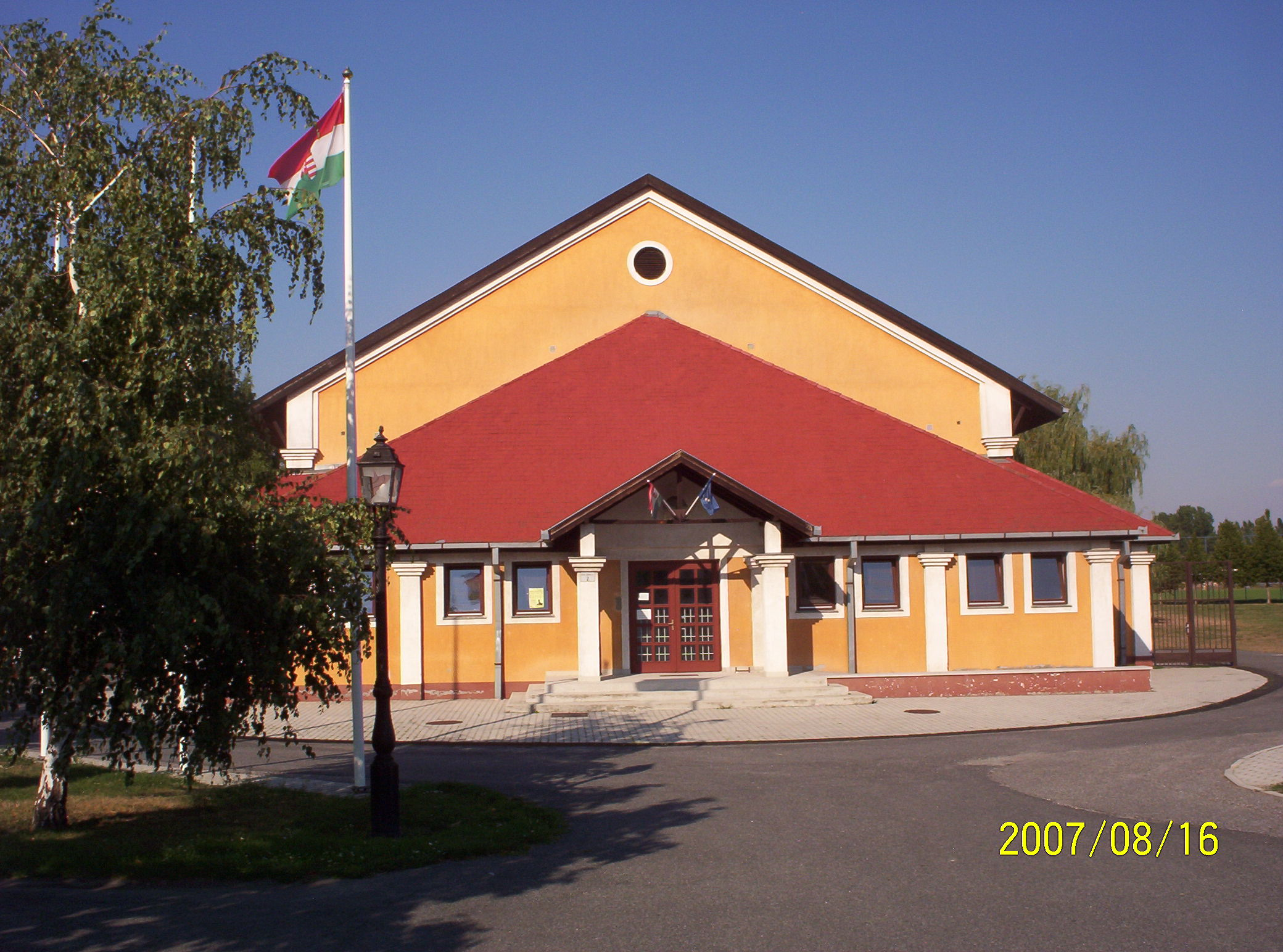
A sportcsarnok
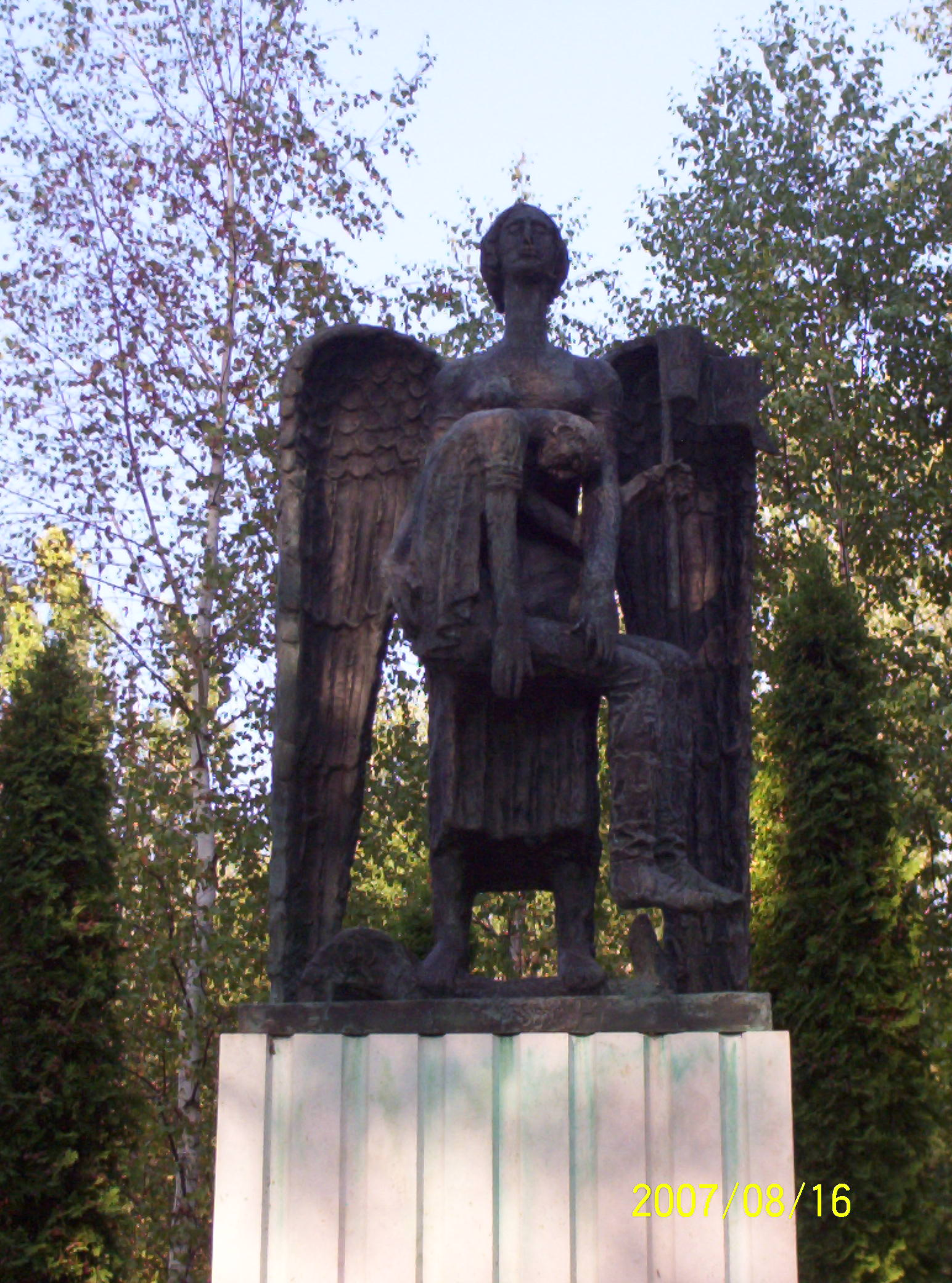
II. világháborús emlékmű
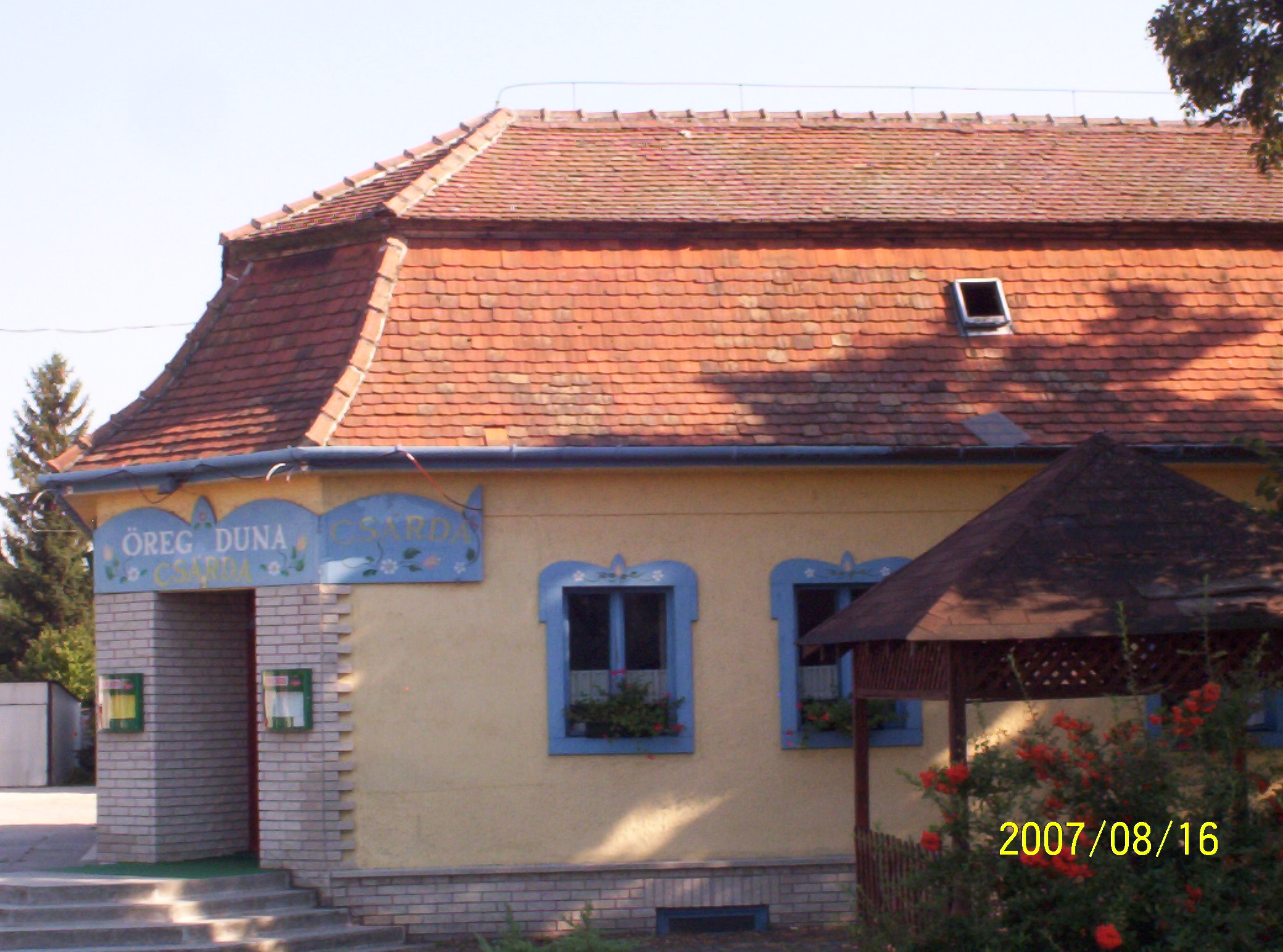
Öreg Duna Csárda /A régi rárói kocsma/
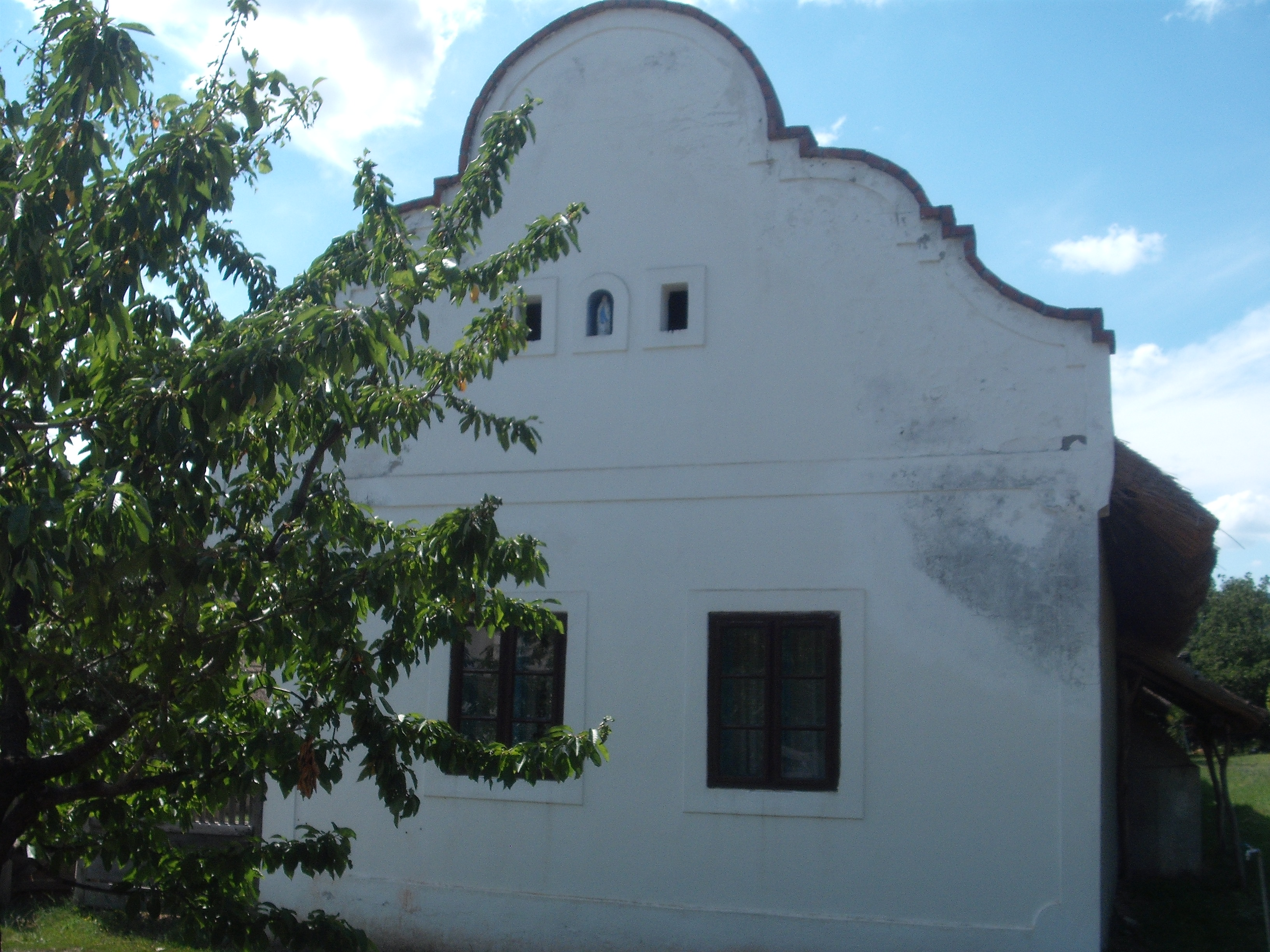
Ásványi (Egres utcai) parasztporta (parasztbarokk ház) a szentendrei skanzenben
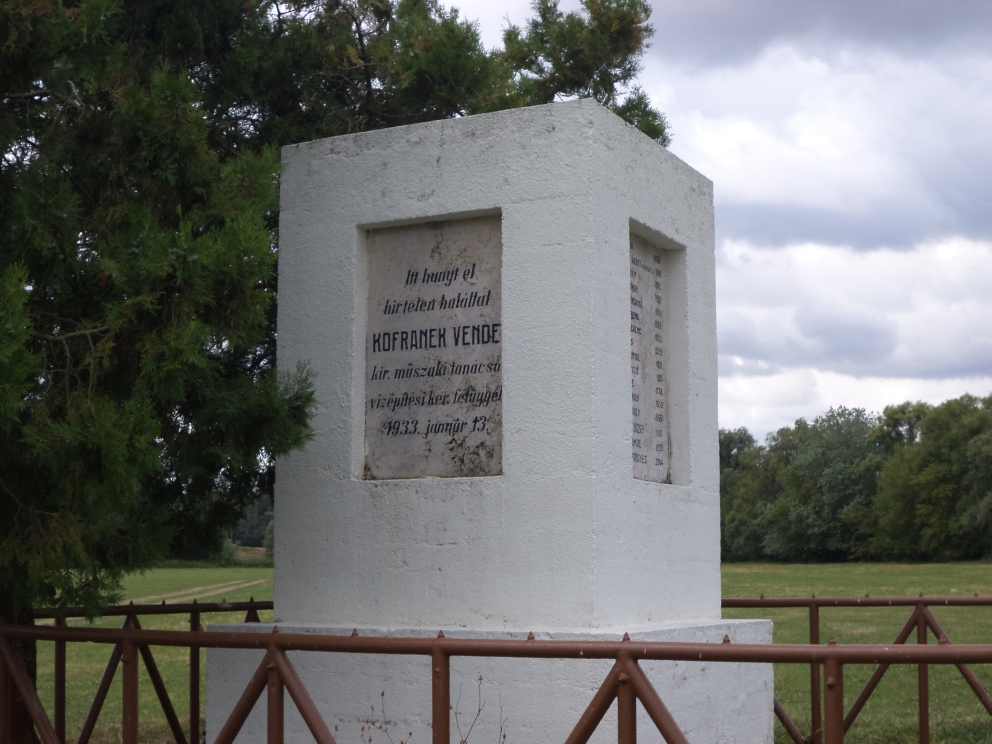
Dunaszabályozás áldozatainak emlékműve, helyi nevén a „szobor”

## A község tisztségviselői
- A rárói vár ismert várnagyai:  Majsa Miklós az 1500-as évek elején. Thot Mihály ?–1543. Áswáni Miklós 1543–?. Pápay Bálint  1652–?.
- Az ásványi Szent András templom plébánosai:  Ábrahám 1485 körül. Megszűnik a katolikus egyházközség 1532-ben. Az evangélikus egyházé a templom: 1532–1634. Újjáalapítva az ásványi egyházközség: 1628-ban. Virág Mihály 1663 előtt (1628?-1663?). Fábri Miklós 1663–1665. Farkas Péter 1665–1680. Kondor János 1680–1689. Mike Mihály 1689–1691. Bélafalvi János 1691–1719. Francsics Ferenc 1719–1727. Gellért János 1727–1729. Szabó Péter 1729–1732. Urbini Ferenc 1732–1736. P.Molnár János 1736–1748. Pécsy János 1748–1762. Iváncsics Ferenc 1762–1773. Nagy Sámuel 1773–1791. Nagy Mihály 1791–1830. Rhonyi János 1830–1848. Prokopovszky Dániel 1848–1897. Láng Ernő 1897–1906. Zemanek Vince 1906–1947. Berkesi Mátyás 1947–1952. Német József 1952-1953. Kő József 1953–1956. Kovács István 1956–1986. Osztie Zoltán 1986–1988. Jász László 1988–1997. Tóth József 1997–2008. Maróti Gábor 2008.  Németh László 2008–2015. Dékány Ferenc 2015-től.
- Ásvány község bírái: Czakó János és Bokor Ádám 1720 körül. Szabó Mihály és Szabó György 1722/1723 körül. Czakó János és Gergelics Lőrinc 1726/1729 körül. Bokor Ádám és Kosár Mihály 1732/1733 körül. Kránicz György és Kosár Mihály 1734-1736. Ugrik Márton és Horváth István 1737-1738. Mészáros Márton és Vadász Pál 1739/1740 körül. Bendics János 1743. Soós György 1746-1748. Varga Márton 1749/1755 körül. Bendics Pál 1759/1760 körül. Gergőlics Péter 1767/1768 körül. Szabó József 1775/1776 körül. Bedő János 1779/1780 körül. Horváth János 1781-1782. Bécsi György 1782/1783 körül. Bedő János 1790/1791 körül. Kránicz József 1791-1796. Bécsi György1797-1799. Horváth János 1800-1805. Soós Pál 1805/1806 körül. Tóth György 1812 körül -1817. Varga János 1817-1822. Bukor János 1822-1825. Varga István 1825/1828 körül. Id. Horváth János 1831/1832 körül. Kertész Ádám 1834/1836 körül. Bukor József 1839/1841 körül. Tóth Péter 1842/1843 körül. Bukor József ?–1844. Soós Pál 1845/1846 körül. Kelner Lőrinc 1850/1853 körül. Somodi János 1856 már az-1874. Csütörtöki Mihály 1874-1875. Banyár István 1875-1878. Somodi Miklós 1878-1881 után. Vadász Pál ?–1909. Makó János 1909–1922. Peredi János 1923–1930. Bugár Ignácz 1930–1931. Foltányi Imre 1931–1935.
- Ráró község bírái:  Nagy Pál 1842 körül. Szigony István ?–1916. Bugár Antal 1916–1923. Bekő Ferencz 1923–1927. Szigony Dávid 1927–1930. Horváth Lőrincz 1930–1933. Fazekas József 1933–1935.
- Ásványráró község bírái:  Élő Pál 1936–? (1941-ben még ő az). Kiss József ?–1945. Patonyi Márton 1945–1946. Élő Pál 1946–1948. Lendvai Gábor 1948–1950.
- Ásványráró községi tanács végrehajtó bizottságának elnökei (1971-ig) illetve a tanács elnökei (1971-től): Horváth Ferenc 1950–? Marton József ?–1955. Böősi Imre 1955–1956. ifj. Foltányi Béla 1956–1957. Horváth Károly 1957–? Tóth Zsigmond 1966–1983. Horváth Ferenc 1984. január 1. – 1990.
- Ásványráró község polgármesterei: Böősy Imre 1990–2010.  Tatainé Popp Rita 2010-

## Testvértelepülései
Unterwaltersdorf, Ebreichsdorf városhoz tartozó település, Ausztria, 1994. július 17. óta.

 Tiszaásvány, Ukrajna, Kárpátalja, 2016. augusztus 13. óta.